# Одзіка

33°11′28″ пн. ш. 129°3′33″ сх. д. / 33.19111° пн. ш. 129.05917° сх. д.
Одзіка (яп. 小値賀町) — містечко в Японії, в повіті Кітамацуура префектури Нагасакі.